# Francis Bull

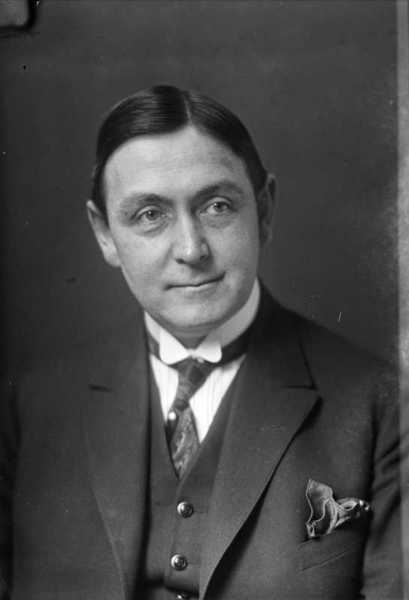
Francis Bull, 1925.

Francis Bull, född 4 oktober 1887 i Kristiania (nuvarande Oslo), död 4 juli 1974 i Hørsholm, Danmark, var en norsk litteraturhistoriker. Fadern var läkaren Edvard Isak Hambro Bull. Francis Bull utnämndes till professor i nordisk litteratur 1920 vid universitetet i Oslo. År 1946 utnämndes han till hedersdoktor vid Aarhus universitet.
Bull arbetade från 1914 som redaktör för litteraturtidskriften Edda. Han har skrivit monografierna Conrad Nicolai Schwach 1908, Bjørnson og Sverige (i Bjørnsonstudier) 1911,  Ludvig Holberg som historiker 1913, Fra Holberg til Nordal Brun 1916 och andra smärre avhandlingar. 
Francis Bull profilerade sig som Bjørnstjerne Bjørnson-uttolkare och utgav Bjørnsons verk i ny upplaga. Bull var en av initiativtagarna när Det Norske Akademi for Sprog og Litteratur grundades 1953.

## Porträtt
Per Krohg målade 1949 Francis Bulls porträtt. 1965 avporträtterdes Bull av Jean Heiberg. Bokförlaget Gyldendal Norsk Forlag hedrade Francis Bull 1967 på dennes 80-årsdag med en minnesmedalj av den norske konstnären Per Palle Storm. Storm avbildade 1969 Bull även i form av en byst.